# ديفيد سميث (متسابق يخت)
ديفيد سميث (بالإنجليزية: David James "Dave" Smith)‏ هو متسابق يخت أمريكي، ولد في 31 أكتوبر 1925 في سالم في الولايات المتحدة، وتوفي في 8 مارس 2014 في بيبودي في الولايات المتحدة.

## وصلات خارجية
- دايفيد سميث على موقع الاتحاد الدولي للملاحة الشراعية (موقع جديد) (الإنجليزية)
- دايفيد سميث على موقع الاتحاد الدولي للملاحة الشراعية (موقع قديم) (الإنجليزية)
- دايفيد سميث على موقع اللجنة الأولمبية الدولية (الإنجليزية)
- دايفيد سميث على موقع أوليمبيديا (الإنجليزية)